# 將軍交流道
將軍交流道位於臺灣臺南市將軍區，台61線292公里處的交流道，連接南312線，於2007年11月22日通車，可前往將軍漁港。
|  | 292 將軍 |  | 將軍 青鯤鯓 馬沙溝 |

## 外部連結
- 台61線將軍交流道示意圖 （页面存档备份，存于）（交通部公路總局）